# أبو خشب (دير الزور)
أبو خشب قرية تتبع ناحية كسرة في محافظة دير الزور السورية. تقع على بعد 70 كم شمال غرب مدينة دير الزور. يعمل غالبية سكانها بالزراعة، أرضها خصبة جدا، والمياه السطحية تغذي إنتاجها الزراعي هذا ما قبل عام 2000، تبعد عن نهر الفرات 17 كم، هاجر أغلب سكانها إلى مراكز المدن الرئيسية وإلى التجمعات السكانية. حسب احصائية عام 2004 بلغ عدد السكان 9046 نسمة.ماجد عزيز المرعي